# The Coral
The Coral es una banda inglesa formada en 1996, proveniente de Hoylake, en la península del Wirral cerca de Liverpool. 
Su música es una ecléctica mezcla de folk-country a la antigua y psicodelia sesentera con influencias modernas de rock. The Coral ha sacado cinco discos. Su homónimo disco debut fue nominado para el Mercury Music Prize de 2002 y después fue elegido como el cuarto mejor álbum del año por NME Magazine. 

## Historia

### Formación
Los siete amigos se conocieron en la escuela y se reunían en sus casas y el cuarto de música de la escuela para ver películas, escuchar música y tocar la guitarra. Cuando salieron de la escuela obtuvieron trabajos y fueron a la universidad pero después abandonaron ambos para dedicarse a la banda a tiempo completo. Pronto el grupo fue encontrado por la disquera de Liverpool Deltasonic. La banda fue entonces un miembro destacado de la escena musical de Liverpool, haciendo muchas presentaciones en la ciudad. El distintivo estilo musical de The Coral ha influenciado fuertemente a muchas de las otras bandas contratadas por disqueras de Liverpool, incluyendo a The Zutons, The Dead 60s y The Basement.

### The Coral
Aclamada como la primera banda inglesa del "guitar group revival" (el resurgimiento de grupos de guitarras), el grupo sacó a la venta los críticamente aclamados EP Shadows Fall, The Oldest Path, y Skeleton Key en 2001. Su disco debut homónimo The Coral, que salió en 2002, alcanzó el #5 en el UK Albums Chart y fue nominado para el Mercury Music Prize el día posterior a su estreno. Después hubo un exitoso tour por el Reino Unido y participación en diversos festivales, junto con los sencillos "Goodbye" alcanzando el #21 en el UK Top 40 y "Dreaming of You" alcanzando el #13.

### Magic and Medicine
Después de un año agitado, se relajaron más en la grabación de su siguiente y también críticamente aclamado álbum Magic and Medicine en 2003 alcanzando el #1 en el UK Albums Chart, seguido nuevamente por tours en el Reino Unido, Europa, América y Japón y un extraordinario festival Midsummer Nights Scream llevado a cabo el paseo marítimo de New Brighton, que contó con la participación de una impresionante lista de las entonces más recientes bandas. Los sencillos del álbum, "Don't Think You're the First", "Pass It On", "Secret Kiss" y "Bill McCai" alcanzaron el #10, #5, #25 y #23 en el UK Top 40, respectivamente. 

### The Invisible Invasion
En 2004 comenzaron a grabar The Invisible Invasion, no sin antes sacar Nightfreak and the Sons of Becker

### Coral Island
El 18 de marzo de 2021, la banda lanza el sencillo Lover Undiscovered.

## Discografía
The Coral ha sacado a la venta 5 discos completos: el debut, llamado The Coral, seguido por Magic & Medicine, The Invisible Invasion, así como un miniálbum titulado Nightfreak and the Sons of Becker. Y el último y más reciente disco Roots & Echoes. Los discos: "The coral", "Magic and Medicine" fueron producidos por el cantautor Ian Broudie del grupo The Lightning Seeds. La banda tiene un estilo musical muy inusual, una mezcla de música folk-country a la antigua, rock actual y psicodelia sesentera. A veces sus canciones son utilizadas en la banda sonora de comerciales y programas de televisión, haciendo su música bien conocida, si bien a la banda aún le falta alcanzar un éxito más establecido. The Coral tiene un contrato con la marca de discos Deltasonic y su distintivo estilo ha influido en gran medida en muchos otros de los grupos de esta firma con sede en Liverpool, incluyendo a The Zutons, The Dead 60's y The Basement.

### Álbumes de estudio
- The Coral (2002)
- Magic and Medicine (2003)
- Nightfreak and the Sons of Becker (2004)
- The Invisible Invasion (2005)
- Roots & Echoes (2007)
- Butterfly House (2010)
- The Curse of Love (2014)
- Distance Inbetween (2016)
- Move Through the Dawn (2018)
- Coral Island (2021)
- Sea of mirrors (2023)
- Holy Joe's Coral island medicine show (2023)

### Álbumes y EP
- 9 de julio de 2001 "Shadows Fall" (EP) - Edición limitada, no disponible.
- 3 de diciembre de 2001 "The Oldest Path" (EP) - Edición limitada, no disponible.
- 1 de abril de 2002 "Skeleton Key" (EP) - No disponible.
- 29 de julio de 2002 "The Coral" - N.º 5 en el Reino Unido.
- 28 de julio de 2003 "Magic & Medicine" - N.º 1 en el Reino Unido.
- 26 de enero de 2004 "Nightfreak And The Sons Of Becker - N.º 5 en el Reino Unido.
- 23 de mayo de 2005 "The Invisible Invasion" - N.º 3 en el Reino Unido.
- 6 de agosto de 2007 "Roots & Echoes"
- 12 de julio de 2010 "Butterfly House"
- 27 de octubre de 2014 "The curse of love"
- 4 de marzo de 2016 "Distance inbetween"
- 10 de agosto de 2018 "Move through the dawn"

### Sencillos
- 15 de julio de 2002 "Goodbye" - N.º 21 en el Reino Unido.
- 7 de octubre de 2002 "Dreaming Of You" - N.º 13 en el Reino Unido.
- Marzo de 2003 "Don't Think You're The First" - N.º 10 en el Reino Unido.
- 14 de julio de 2003 "Pass It On" - N.º 5 en el Reino Unido.
- 6 de octubre de 2003 "Secret Kiss" - N.º 25 en el Reino Unido.
- 24 de noviembre de 2003 "Bill McCai" - N.º 23 en el Reino Unido.
- 9 de mayo de 2005 "In The Morning" - N.º 6 en el Reino Unido.
- 22 de agosto de 2005 "Something Inside Of Me" - N.º 41 en el Reino Unido.
- 30 de julio de 2007 "Who's Gonna Find Me".
- agosto de 2007 "Jacqueline"
- Sweet release (2018)
- Eyes like pearls (2018)
- After the fair (2018)